# COVID-19 в Крыму
Пандемия COVID-19 достигла спорной территории Крыма (заявленной и де-факто находящейся в ведении России как Республики Крым, но признаваемой большей частью международного сообщества как Автономная Республика Крым в составе Украины) в марте 2020 года. Правительство России включает статистику по Крыму в статистику по России, и наоборот, Минздрав Украины не желает включать крымскую статистику или использовать российские данные в общеукраинской статистике.
По данным Росстата, в мае и июне суммарно от коронавируса в Крыму и Севастополе погибли 15 человек, ещё 3 человека умерли от иных причин, но коронавирусная инфекция оказала существенное влияние на развитие смертельных осложнений.

## Предыстория
12 января 2020 года Всемирная организация здравоохранения (ВОЗ) подтвердила, что новый коронавирус был причиной респираторного заболевания в группе людей в городе Ухань, провинция Хубэй, Китай, о чём было сообщено ВОЗ 31 декабря 2019 года.
Коэффициент летальности COVID-19 был намного ниже, чем у SARS 2003 года но вирулентность гораздо выше со значительным общим числом погибших.

## Хронология

### 2020
21 марта был подтвержден первый случай заражения на территории Крыма.
На 23 апреля в Крыму зафиксировано 53 случая заболевания.

### 2021
В феврале американский геофизик Брюс Уотс Бевен в Крыму привился вакциной Спутник V.

## Меры предосторожности
26 марта было объявлено, что с 30 марта на полуострове в течение недели будет действовать «жёсткий карантин» для предотвращения распространения коронавируса. Работа систем городского электротранспорта была приостановлена на 1,5—2 месяца. На линию Симферополь — Ялта троллейбусы вернулись только к концу мая, а евпаторийский трамвай возобновил работу только 1 июня с постепенным переходом на летний график работы.